# Cyrtandra bracheia
Cyrtandra bracheia är en tvåhjärtbladig växtart som beskrevs av Brian Laurence Burtt. Cyrtandra bracheia ingår i släktet Cyrtandra och familjen Gesneriaceae. Inga underarter finns listade i Catalogue of Life.